# Bavaria Film
Bavaria Film es una de las mayores productoras cinematográficas de Europa. Está situado en Geiselgasteig, un barrio de Grünwald, un suburbio de Múnich.

## Historia
Los estudios fueron fundados en 1919 por el productor cinematográfico Peter Ostermayr, quien creó Münchner Lichtspielkunst AG (Emelka) como competidor de UFA para lo que adquirió un amplio terreno (aprox. 356.000 m²) en para fundar los estudios. En 1932 el mayor accionista, Wilhelm Kraus, fundó Bavaria Film y en 1938 la empresa fue nacionalizada, para ser privatizada de nuevo en 1956.

## Películas rodadas en los estudios de Bavaria Film
Alfred Hitchcock rodó su primera película, The Pleasure Garden, en Geiselgasteig en 1925. Los estudios han sido utilizados por muchos directores, tales como Max Ophüls (Lola Montez, 1954), Stanley Kubrick (Paths of Glory, 1957), John Huston (Freud: The Secret Passion, 1960), Robert Siodmak (L'Affaire Nina B, 1960), Billy Wilder (One, Two, Three, 1961), John Sturges (The Great Escape, 1963), Robert Wise (The Sound of Music, 1965), Mel Stuart (Willy Wonka and the Chocolate Factory, (1971), Bob Fosse (Cabaret, 1972), Ingmar Bergman (The Serpent's Egg, 1977), Robert Aldrich (Twilight's Last Gleaming, 1977), Wolfgang Petersen (Enemy Mine, 1985), Claude Chabrol y Wim Wenders. 
Los estudios de Geiselgasteig son el motivo por el que Múnich se ha convertido en un famoso sitio del crimen ficticio, con detectives como Derrick, The Old Fox, y Der Kommissar. También Monty Python trabajó en Geiselgasteig en 1971 y en 1972 para Monty Python's Fliegender Zirkus, los especiales para la televisión alemana y austríaca.
Bavaria Film GmbH es una empresa productora conocida por sus películas televisivas, tales como las cintas de Rainer Werner Fassbinder Berlin Alexanderplatz (1980) y de Wolfgang Petersen Das Boot (1981).
También han sido otras las compañías que han producido películas en Bavaria studios, incluyendo Constantin Film, para la cinta de Petersen La historia interminable (1984) y Perfume: The Story of a Murderer (2006) de Tom Tykwer.

## Bavaria Film Tour
The Bavaria Film Tour es una atracción abierta a los turistas y en la que se pueden apreciar las tomas de películas como La historia interminable, Das Boot, Marienhof, y muchas más.